# Udo Horsmann
Udo Horsmann (Beckum, 1952. március 30. –) német labdarúgó.

## Pályafutása
Pályafutása alatt a hátvéd poszton futballozott. 1973 és 1975 között az SpVgg Beckum csapatában játszott. 1975-től 1983-ig az FC Bayern München játékosa volt. A bajoroknál kétszer bajnokságot, egyszer kupát, egyszer Bajnokcsapatok Európa-kupáját és egyszer Interkontinentális kupát nyert. 1983-tól 1986-os visszavonulásáig szezononként váltogatta csapatait: az 1983–1984-es szezonban a francia Stade Rennais FC, az 1984-1985-ös szezonban a német 1. FC Nürnberg csapatában, az 1985–1986-os szezonban a német TSV 1860 München csapatában játszott.

## Sikerei, díjai
Bayern München
- Nyugatnémet bajnokság (Bundesliga)
  - bajnok: 1980, 1981
- Nyugatnémet kupa (DFB Pokal)
  - győztes: 1982
- Bajnokcsapatok Európa-kupája
  - győztes: 1976
- Interkontinentális kupa
  - győztes: 1976